# Bunceton, Missouri
Bunceton, Missouri (енгл. Bunceton) град је у америчкој савезној држави Мисури.

## Демографија
По попису из 2010. године број становника је 354, што је 6 (1,7%) становника више него 2000. године.
| Група             | 2000.       | 2010.       |
| Белци             | 315 (90,5%) | 331 (93,5%) |
| Афроамериканци    | 24 (6,9%)   | 15 (4,2%)   |
| Азијати           | 0 (0,0%)    | 0 (0,0%)    |
| Хиспаноамериканци | 1 (0,3%)    | 3 (0,8%)    |
| Укупно            | 348         | 354         |